# Elian Herrera
Elian Herrera (né le 1er février 1985 à San Pedro de Macorís, République dominicaine) est un joueur d'utilité des Dodgers de Los Angeles de la Ligue majeure de baseball.

## Carrière

### Dodgers de Los Angeles
Elian Herrera signe son premier contrat professionnel en 2003 avec les Dodgers de Los Angeles. Dans les ligues mineures, ce frappeur ambidextre alterne en défensive entre plusieurs positions sur le terrain, tant au champ intérieur qu'au champ extérieur.
Herrera fait ses débuts dans le baseball majeur avec les Dodgers le 15 mai 2012. Il réussit le premier coup sûr de sa carrière le 16 mai contre le lanceur Clayton Richard des Padres de San Diego, récoltant ainsi son premier point produit. Son premier coup de circuit est réussi le 5 juillet 2012 contre Wade Miley des Diamondbacks de l'Arizona. Herrera maintient une moyenne au bâton de ,251 en 67 matchs pour les Dodgers en 2012, avec 47 coups sûrs dont 10 doubles, un triple et un circuit. Il récolte 17 points produits, marque 26 points et réussit 4 buts volés. En 2013, il ne dispute que 4 parties des Dodgers.

### Brewers de Milwaukee
Le 4 novembre 2013, Herrera est réclamé au ballottage par les Brewers de Milwaukee.
En 152 matchs joués au total pour Milwaukee en 2014 et 2015, Herrera frappe 7 circuits, produit 38 points, vole 7 buts et frappe pour ,253 de moyenne au bâton.

### Retour à Los Angeles
Après la saison 2015, Herrera signe un contrat avec son ancienne équipe, les Dodgers de Los Angeles.